# 담양 영천리 마애여래상
담양 영천리 마애여래좌상은 전라남도 담양군 무정면 영천리에 있다. 2003년 6월 30일 담양군의 향토문화유산 제2-1호로 지정되었다.

## 개요
전라남도 담양군 무정면 영천리 부처골에 있는 자연 암벽 한쪽 면에 조각한 마애불좌상으로, 고려시대에 조성되었을 것으로 추정된다. 암벽 높이는 230cm, 폭은 220cm이며, 불상의 높이는 130cm(머리 높이 44cm), 어깨 폭은 83cm이다. 일반적인 마애불보다 작은 편으로, 손 일부와 허리 아래 부분은 조각하지 않았다.마애불은 소발(素髮; 머리카락이 없는 민머리)을 하고 있다. 